# .tv
.tv je národní doména nejvyššího řádu původně přidělená Tuvalu. Tento stát ale doménu za několik milionů dolarů prodal společnosti Idealab company. Používá se též jako zkratka pro „televize“, například MTV používá adresu www.mtv.tv.